# Regne d'Ayutthaya
El regne d'Ayutthaya va ser un estat a Tailàndia que va existir de 1351 a 1767 governat per un rei. El rei Rāmadhipati I (U'Tong) va fundar la capital Ayutthaya (อยุธยา) el 1350. L'any el 1376 va absorbir Sukhothai, ciutat situada a 640 quilòmetres al nord.:222 Durant els següents quatre segles, el regne es va expandir per convertir-se en la nació de Siam, amb unes fronteres que coincideixen aproximadament amb les fronteres de la Tailàndia moderna, excepte en el nord, on hi havia el Regne de Lanna. Ayutthaya estava oberta al comerç estranger, ja sigui xinès, hindú, japonès o persa, i posteriorment establí relacions comercials amb els europeus –portuguesos, espanyols, holandesos, britànics i francesos–, permetent-los establir poblacions fora dels murs de la ciutat. La cort del rei Narai (1656-1688) va crear bons contactes amb la cort del rei Lluís XIV de França, els ambaixadors del qual van comparar la ciutat en grandària i riquesa amb París. Cap el 1550, els vassalls del regne incloïen algunes ciutats estat a la península de Malàisia com Sukhothai, Lan Na i parts de Birmània i Cambodja. En fonts estrangeres, Ayutthaya era anomenat Siam, però molts documents mostren que la gent d'Ayutthaya es consideraven "tais", i el seu regne era Krung Tai (กรุง ไท) que significa "país Tai" (กรุง | ไท).

## Resum històric

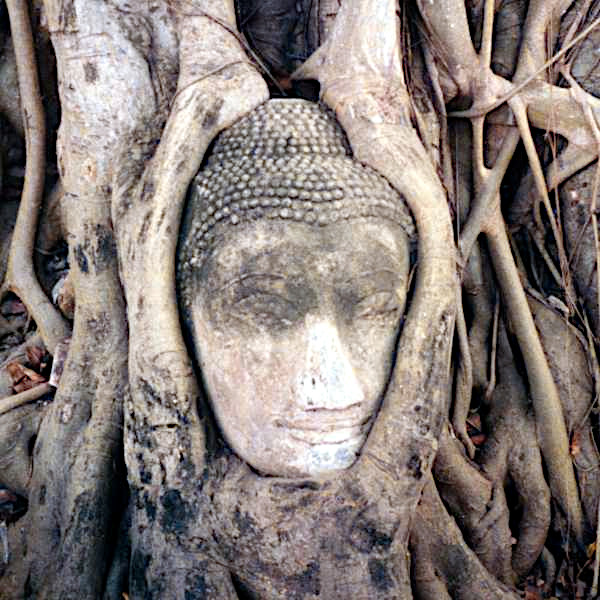
Cap de Buda envoltada per una figuera en Wat Mahatat, parc històric de Ayutthaya.

Després que el rei Kraisornrat de Lopburi morís sense hereu aparent, el rei de Phraek Siracha (actual Sankhaburi), que era l'avi del primer rei d'Ayutthaya, U'Tong, es va fer càrrec del tron. Després de la seva mort l'any 1319, tant Lopburi com la ciutat de Sena Ratchanakhon van ser considerades herències reials per a la seva filla, que més tard la va passar al seu fill, U'Tong. En 1350, per fugir de l'amenaça d'una epidèmia, es traslladà al sud, als rics camps de la conca del riu Chao Phraya. En una illa del riu, va fundar la nova capital, a la qual va anomenar Ayutthaya, en referència a Ayodhya en el nord de l'Índia, la ciutat de l'heroi tailandès del Ramakien, adaptació de l'epopeia hindú del Ramayana. U'Tong va prendre el nom de Ramathibodi I (1350-60). L'estat de Siam, establert a Ayutthaya, a la vall del riu , es va formar al voltant del regne de Lopburi, que va ser absorbit. El 1352 Angkor va ser atacada per Ayutthaya en un intent fallit de prendre la capital. El seu creixement va continuar per la zona sud del centre de gravetat dels pobles de parla tailandesa.
El 1360 va declarar el budisme theravada com a religió oficial i va fer arribar membres d'una sangha, una comunitat monàstica budista, des de Ceilan per establir noves ordes religioses i propagar la fe entre els seus súbdits. També va recopilar un codi legal, basat en els Dharmashastra (un text legal hindú) i els costums tailandesos que va ser la base de la legislació real. Redactat en pali, un idioma indoari proper al sànscrit idioma de les escriptures del budisme Theravada. El codi reial de Rāmadhipati, complementat amb decrets reals, va quedar vigent fins a finals del segle xix.
A la fi del segle XIV es considerava Ayutthaya com l'estat més fort del sud-est d'Àsia, però insuficient per dominar la regió. L'últim any del seu regnat, Rāmadhipati va conquerir Angkor, en el primer de molts atacs reeixits a la capital khmer. Aquesta política estava dirigida a assegurar la frontera oriental d'Ayutthaya, avançant-se als interessos vietnamites en el territori khmer. L'Imperi Khmer, per la seva feblesa, va estar periòdicament sotmès al senyoriu d'Ayutthaya, però els intents de mantenir el control sobre Angkor van ser frustrats repetidament. Les tropes tailandeses eren sovint desviades a suprimir rebel·lions a Sukhothai o en campanya contra Chiang Mai, on s'aturà l'expansió Ayutthaya. Finalment Ayutthaya va conquistar el territori que pertanyia a Sukhothai, i l'any després de la mort de Rāmadhipati, el seu regne va ser reconegut com a legítim successor de Sukhothai per la nova dinastia xinesa, els Ming.
El regne d'Ayutthaya no era un sol estat unificat, sinó una trama de principats amb govern propi i províncies que tributaven i eren lleials al rei d'Ayutthaya sota el sistema mandala. Aquests estats eren governats per membres de la família reial però tenien els seus propis exèrcits i es feien la guerra entre ells. El rei havia d'estar atent per prevenir aliances de prínceps en contra seva o aliances amb els enemics d'Ayutthaya. Sempre que la successió estava en disputa, els governadors principescos reunien les seves forces i es traslladaven a la capital per mostrar els seus mèrits i comunicar les seves peticions.

Ruïnes de l'antiga ciutat de Ayutthaya, després de la invasió birmana.

Durant gran part del segle xv, les iniciatives del regne d'Ayutthaya estaven dirigides cap a la península de Malaca, on el gran port comercial de Malaca impugnava els seus reclams de sobirania. A començaments del segle, Malaca i altres estats malais al sud de Tambralinga s'havien fet musulmans i posteriorment l'islam fou un símbol d'unió malaia contra els tailandesos. Encara que Ayutthaya no va aconseguir sotmetre l'estat de Malaca, va obtenir el lucratiu control del comerç en l'istme, que va atreure comerciants xinesos de mercaderies per a mercats de luxe a la Xina.
El 1767 Birmània va envair Siam i va destruir la ciutat d'Ayutthaya completament i això va acabar amb una era d'una orgullosa Siam.:218 Aquesta invasió de la veïna Birmània, la nació més poderosa del sud-est d'Àsia aleshores, va ser una de tantes al llarg de la història.:111:167-170

## Tipus de monarquia
Els governants tailandesos eren monarques absoluts amb una funció parcialment religiosa. Derivaven la seva autoritat de qualitats ideals que es deia que tenien. El rei era el model moral, que personificava la virtut del seu poble i el seu país vivia en pau i prosperava per les seves accions meritòries. A Sukhothai, on es deia que Ramkhamhaeng sentia les peticions de qualsevol súbdit que tocava la campana de la porta del palau, el rei era reverenciat pel seu poble com un pare. Però l'aspecte paternal del regnat va desaparèixer a Ayutthaya, on sota la influència khmer, la monarquia es va amagar darrere d'una muralla de tabús i rituals. El rei era considerat chakkraphat, el terme sànscrit-pali de príncep universal que basant-se en la llei feia que tot girés al seu voltant. Així com el déu hindú Shiva era el “senyor de l'univers”, el rei tailandès es va convertir per analogia en el “senyor de la terra”, diferent dels seus súbdits en el seu aspecte i orientació. Segons l'elaborada etiqueta de la cort, s'usava fins i tot un idioma especial, el Phasa Ratchasap (Rājāśabda) o "llenguatge reial", per parlar amb la reialesa o parlar d'ella.
El rei era, en última instància, reconegut com l'encarnació terrenal de Shiva, o devaraja (“rei diví” en sànscrit), i era objecte d'un culte polític-religiós dirigit pel cos de bramans reals que eren part del seguici budista de la cort. Dins la simbologia budista, el devaraja era un bodhisattva, és a dir, una persona que ha aconseguit la il·luminació i que, per compassió, renuncia al nirvana i així poder ajudar els altres. La creença en el regnat diví va prevaler fins al segle xviii, encara que aleshores les seves implicacions religioses tenien ja una importància més limitada. L'Abbé de Choisy (França) que va viatjar a Ayutthaya el 1685 va escriure que “el rei té el poder absolut. Ell és veritablement el déu dels siamesos: ningú gosa dir el seu nom”. Un altre escriptor del segle xvii, l'holandès Van Vliet, deia que el rei de Siam era honrat i adorat pels seus súbdits més que un déu.
Una de les nombroses innovacions institucionals del rei Trailok (1448-1488) va ser crear el càrrec de uparaja, o hereu forçós, que normalment era el fill gran del rei o un germà directe. Aquest fou un intent de regularitzar la successió al tron, una gesta per a una dinastia polígama. En la pràctica, es produïa un conflicte inherent entre el rei i l'uparaja i sovint les successions eren disputades.

## Desenvolupament social i polític
El rei estava al capdavant d'una jerarquia política i social altament estratificada que s'estenia per tota la societat. Per a la societat Ayutthaya la base de l'organització era la comunitat composta de grans famílies. Generalment el cap electe portava a terme els projectes comuns. Els títols de la terra estaven en mans del cap i a nom de la comunitat, encara que els camperols amb propietat podien usar la terra sempre que la conreessin.
Amb abundants reserves de terra cultivable, la viabilitat de l'estat depenia de l'adquisició i control de suficients recursos humans per al conreu i la defensa militar. L'espectacular ascens Ayutthaya havia requerit de guerres constants i el resultat de les batalles generalment depenia de la grandària dels exèrcits, ja que cap dels participants posseïa un avantatge tecnològic. Després de cada campanya victoriosa, el regne d'Ayutthaya traslladava una quantitat d'individus del territori conquerit al seu territori, on eren assimilats i afegits com a mà d'obra.

### Els serfs:Phrai,phrai luanginai
Cada home lliure havia de registrar-se com a serf o phrai amb el senyor local o nai, per a fer el servei militar o un treball obligatori en obres públiques i dins les terres de l'oficial a qui era assignat. El phrai podia també complir amb la seva obligació de treballar pagant un impost. Si ell considerava que el treball forçat pel seu nai era inadequat, podia vendre's com a esclau a un altre nai, qui llavors pagava una suma al govern en compensació pel treball obligatori perdut. Fins a un terç de la mà d'obra disponible al segle xix estava composta de phrai.
La riquesa, l'estatus i la influència política estaven interrelacionats. El rei assignava camps d'arròs a governadors, comandants militars i oficials de la cort en compensació pels serveis a la corona, seguint el sistema sakdi na. La grandària de la parcel·la d'un oficial es determinava segons el nombre de treballadors que tenia. La quantitat de mà d'obra que un nai podia comandar determinava el seu estatus respecte a altres segons la jerarquia i la riquesa. En l'escala jeràrquica a dalt de tot hi havia el rei, qui tenia la major quantitat de terres i comandava la major quantitat de phrai, que es deien phrai luang (serfs real); aquests pagaven impostos, servien dins l'exèrcit reial i treballaven en les terres de la corona. El rei Trailok va establir parcel·les definitives i phrai per als oficials reals en cada graó de la jerarquia, determinant l'estructura social del país fins al segle xix, amb la introducció de salaris per a oficials del govern.

### Els xinesos, hindús i birmans
Els xinesos i el cos de monjos budistes, anomenat shangha –al qual podien unir-se tota classe d'individus siamesos–, estaven en part fora d'aquest sistema. Els monestirs budistes o wats, es van convertir en centres d'educació i cultura siamesa, mentre que en aquest període els xinesos començaven a establir-se a Siam i en poc temps van començar a prendre control de l'economia del país: un altre vell problema social. Els xinesos no estaven obligats a registrar-se per al treball obligatori, per la qual cosa eren lliures de viatjar pel regne i dedicar-se al comerç. Cap al segle xvi, els xinesos controlaven el comerç interior d'Ayutthaya i havien aconseguit llocs importants en el servei civil i militar. La major part d'aquests homes tenien dones tailandeses per esposes, perquè poques dones deixaven Xina per acompanyar als homes.
Rāmadhipati I va ser responsable de la redacció del Dharmashastra, un codi legal basat en fonts hindús i tradicions tailandeses. El Dharmashastra va seguir sent part de la llei tailandesa fins ben entrat el segle xix. Es va introduir una burocràcia basada en la jerarquia d'oficials de rang i títol i la societat es va organitzar d'una manera que recordava al sistema de castes d'Índia, encara que no tan estricte.
El segle xvi va ser testimoni del creixement de Birmània com a potència militar, i sota una dinastia agressiva, havia pres Chiang Mai i Laos i va fer la guerra contra els tailandesos. El 1569 les forces birmanes, juntament amb rebels tailandesos, majorment membres de la família reial de Siam, van capturar la ciutat de Ayutthaya i van portar tota la família reial a Birmània. Dhammaraja (1569-90), un governador tailandès que havia ajudat als birmans va ser nomenat com a rei vassall a Ayutthaya. El seu fill, el rei Naresuan (1590-1605) es va revoltar contra dels birmans i cap el 1600 els va fer fora del país i va restaurar la independència.

### El rei Naresuan

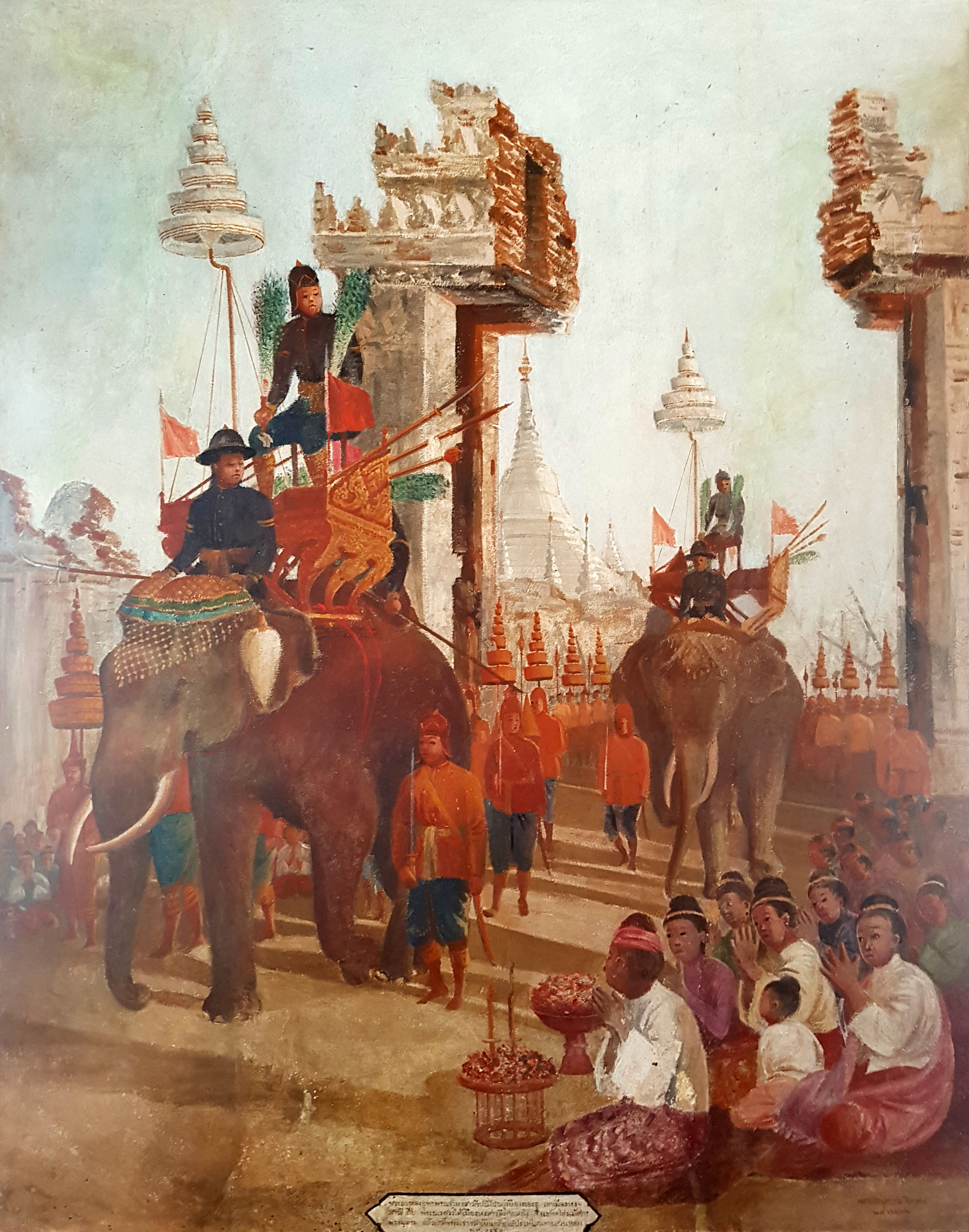
El rei Naresuan entra a Bago el 1600; pintura mural de Phraya Anusatchitrakon, Wat Suwandararam, Parc històric d'Ayutthaya.

Decidit a prevenir una altra traïció com la del seu pare, Naresuan va iniciar la unificació de l'administració del país directament des de la cort reial a Ayutthaya. Va acabar amb la pràctica de nomenar prínceps per governar les províncies de Ayutthaya, assignant en el seu lloc a oficials de la cort els qui havien d'executar les polítiques dictades pel rei. Així, els prínceps reials havien de viure a la capital. Les lluites pel poder van continuar, però en la mateixa cort i davant l'atenta mirada del rei.
Per assegurar el seu control sobre la nova classe de governadors, Naresuan va decretar que tots els homes lliures subjectes als phrai s'havien convertit en phrai luang, directament dependents del rei, qui distribuïa l'ús dels seus serveis als seus oficials. Aquesta mesura li va donar al rei un monopoli teòric sobre la mà d'obra i va fomentar la idea que posat que el rei era amo de tots els serveis de la gent, també era amo de tota la terra. Les oficines ministerials i del govern, així com el sakdi na que els acompanyava, generalment, eren posicions hereditàries dominades per poques famílies unides al rei mitjançant matrimonis. De fet, els reis tailandesos sovint usaven el matrimoni per cimentar aliances entre ells i amb famílies poderoses, un costum que va romandre fins al segle xix. Com a resultat d'aquesta política, el rei tenia generalment dotzenes d'esposes.
Àdhuc amb les reformes de Naresuan, l'efectivitat del govern reial en els següents 150 anys no s'ha de sobreestimar. El poder reial de les terres de la corona, encara que absolut en la teoria, estava limitat en la pràctica per la folgança de l'administració civil. La influència dels ministres del govern central no fou important fins ben entrat el segle xix. Quan la guerra amb els birmans esclatà a finals del segle xviii, les províncies no van ajudar la capital. Com que les tropes no es podien reunir fàcilment per defensar la capital, la ciutat d'Ayutthaya no va poder resistir contra els agressors birmans.

## Economia i comerç

### L'arròs
Als tailandesos mai no els va faltar l'arròs. Els camperols plantaven arròs per a consum propi i per a pagar impostos. Tot el que sobrava es feia servir per a mantenir les institucions religioses. Tot i així, entre els segles XIII i el XV es produí una transformació extraordinària en el cultiu d'arròs a la zona. A les terres altes, on la pluja havia de ser complementada amb un sistema de reg que controlava el nivell de l'aigua en els arrossars inundats, conreaven arròs glutinós, que segueix sent el principal aliment en regions geogràfiques del nord i del nord-est. Però a la vall del Chao Phraya, els agricultors usaven una varietat d'arròs diferent, l'anomenat "arròs flotant", un arròs prim i no enganxós originari de Bengala, que creix amb un ritme prou ràpid per seguir el ritme de pujada del nivell d'aigua en els camps de les terres baixes.
La nova varietat creixia fàcil i de manera abundant i produïa un excedent que es podia vendre barat a l'estranger. Ayutthaya, situada en l'extrem sud de la vall, es va convertir en un centre d'activitat econòmica. Sota patrocini reial, es van construir canals mitjançant el treball obligatori pels quals es transportava arròs dels camps als vaixells del rei per exportar a la Xina. En el procés es va començar a conrear en el delta del Chao Phraya, uns fangars entre el mar i la terra ferma que fins llavors es consideraven no habitables.

### Comerç amb Europa, Xina i Japó

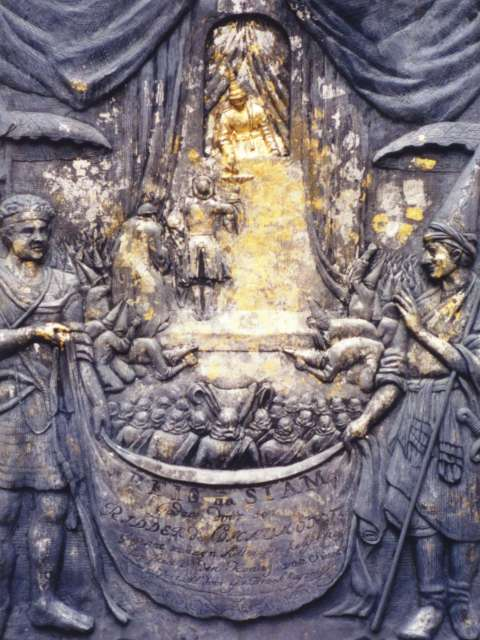
Plaqueta commemorativa en Lopburi que mostra al rei Narai amb ambaixadors francesos

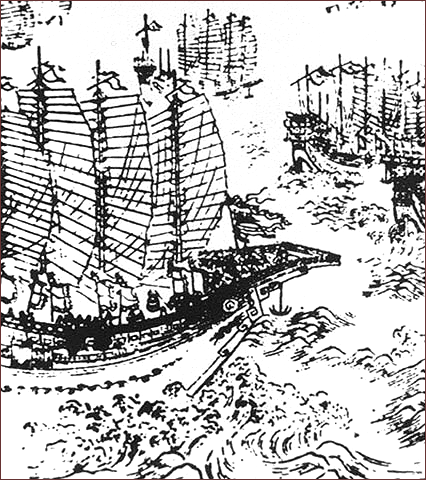
Impressió xinesa del segle XVII; representa els vaixells de Zheng He.

Durant el segle xviii el comerç amb els europeus va ser actiu. De fet, els comerciants europeus comercialitzaven els seus productes, principalment armes modernes com rifles i canons, a canvi de productes locals de la selva continental, com la fusta del sapan, pells de cérvol per a fer cuir i l'arròs. Tomé Pires, un viatger portuguès, va observar que Ayutthaya (o "Odia"), al segle xvi era "ric en bones mercaderies". La majoria dels mercaders estrangers que arribaven a Ayutthaya eren europeus i xinesos, i les autoritats els cobraven taxes. El regne tenia arròs, sal, peix sec, arrack i verdures en abundància.
A la cort de Narai (1657-1688) els estrangers foren rebuts cordialment. Narai fou un governant amb una visió cosmopolita però, alhora, es mostrava cautelós amb la influència exterior. El 1511 Ayutthaya va rebre una missió diplomàtica portuguesa, que aquell mateix any havia conquistat Malaca. Aquests van ser probablement els primers europeus que visitaren el país. Cinc anys després, Ayutthaya i Portugal van establir un tractat que atorgava permís als portuguesos per comerciar dins el regne. El 1592 un tractat similar va atorgar als holandesos una posició privilegiada en el comerç d'arròs. Va permetre a les empreses comercials holandeses i angleses establir-hi fàbriques, i es van enviar missions diplomàtiques a París i a La Haia. Al mantenir tots aquests llaços comercials, la cort d'Ayutthaya va jugar amb habilitat tot evitant una excessiva influència d'un sol poder, enfrontant holandesos amb anglesos i francesos.
Entre el 1405 i el 1433, la dinastia Ming va organitzar set expedicions navals. L'emperador Yongle les va dissenyar per establir-hi la presència xinesa a la zona, imposar el control imperial sobre el comerç i impressionar els pobles estrangers a la conca de l'oceà Índic. També podria haver volgut estendre el sistema tributari. Es creu que la flota xinesa sota l'almirall Zheng He va viatjar al riu Chao Phraya a Ayutthaya en tres ocasions. La cort Ayutthaya va forjar importants vincles comercials també amb el Japó i una colònia japonesa s'hi va establir. La colònia va ser activa en el comerç, particularment en l'exportació d'escultures i fusta de sapan a canvi de plata i artesania japonesa (espases, caixes lacades i paper d'alta qualitat). Des d'Ayutthaya, el Japó es va interessar a adquirir sedes xineses, a més de pells de cérvol (per fer cuir) i tauró (usada per fer un altre tipus de cuir, per a mànecs d'espases japoneses).
El 1664 els holandesos van usar la força per exigir un tractat que els concedís drets extraterritorials i un accés més lliure al comerç. A requeriment del seu ministre d'exteriors –l'aventurer grec Constantine Phaulkon–, Narai va demanar ajuda a França i enginyers francesos van construir fortificacions i un nou palau per a Narai a Lopburi. A més, missioners francesos es van dedicar a millorar l'educació i la medicina portant la primera impremta al país. El mateix Lluís XIV de França es va interessar pels informes de missioners que suggerien que Narai podria convertir-se al cristianisme.
No obstant això, la presència francesa fomentada per Phaulkon va incitar ressentiment i sospites per part dels nobles tailandesos i el clergat budista. Quan es va conèixer que Narai s'estava morint, un general, Phetracha, va matar l'hereu, ja cristià, i va fer matar Phaulkon juntament amb un nombre de missioners. L'arribada de vaixells anglesos va provocar la massacre de més europeus. Phetracha –va regnar des de 1688 fins a 1693– va ocupar el tron, va expulsar els estrangers restants i va introduir un període de 150 anys durant el qual els tailandesos es van aïllar conscientment de contactes amb Occident.
A principis del segle xx, Tailàndia, aprenent de la situació de Birmània, un veí militarment més fort que el 1885 no va aconseguir protegir-se de l'Imperi Britànic, va usar un enfocament més flexible i transigent cap a altres països, incloent els occidentals i Japó.

## La fase final

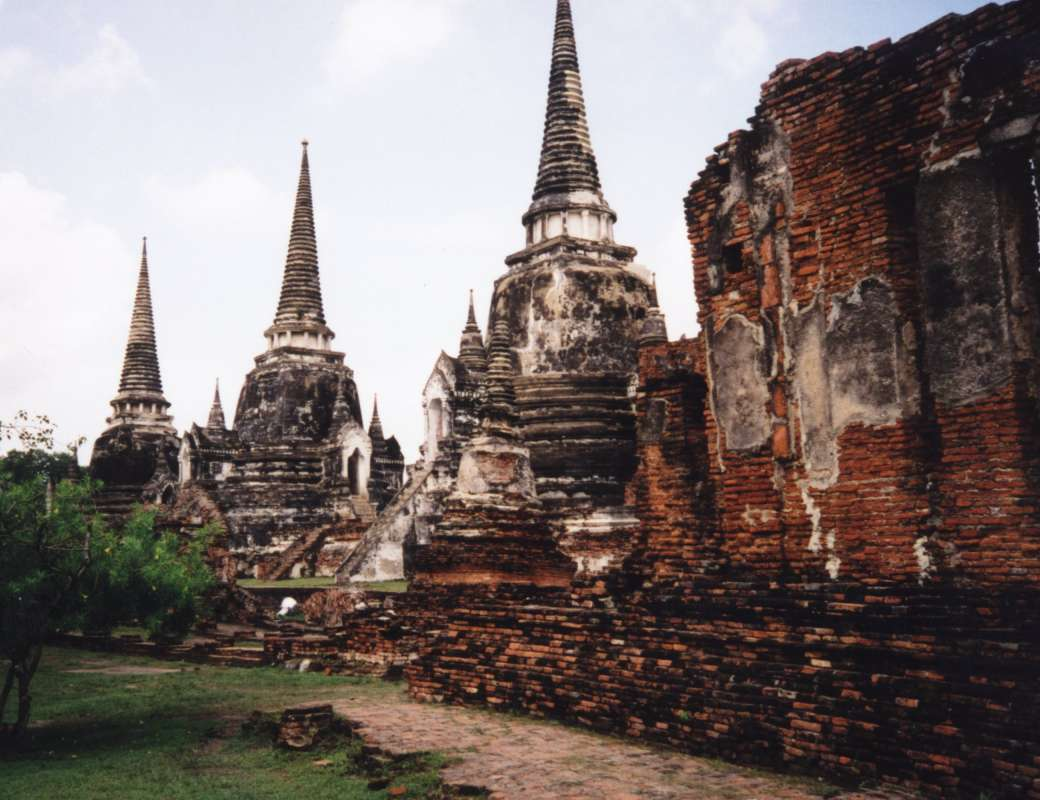
Tres pagodes en Wat Phra Si Sanphet que guarda les restes mortals dels reis Borommatrailokanat, Borommarachathirat III i Rāmadhipati II.

Després d'un sagnant període de lluita dinàstica, el regne d'Ayutthaya va entrar en la seva època d'or, un període relativament pacífic en el segon quart del segle xviii, en el qual va florir l'art, la literatura i l'educació. Ayutthaya va continuar competint amb Vietnam pel control de Cambodja, però una amenaça més gran arribaria des de Birmània, on la nova dinastia Alaunghphaya va dominar els estats Shan. El 1765 el territori tailandès va ser envaït per tres exèrcits birmans que van convergir a Ayutthaya. Després d'un llarg setge, la ciutat es va rendir i va ser destruïda l'any 1767. Els tresors artístics de Ayutthaya, les biblioteques amb la seva literatura i els arxius que guardaven els seus registres històrics van ser gairebé totalment cremats i la ciutat va quedar en ruïnes.
El país va quedar sota el caos. Algunes províncies es van proclamar estats independents per l'acció del comandament de caps militars, monjos oportunistes i membres de la família reial. No obstant això, els tailandesos van escapar la dominació birmana gràcies a una oportuna invasió xinesa de Birmània i pel lideratge d'un comandant militar tailandès, Phraya Taksin.
Tot el que resta de l'antiga ciutat són algunes impressionants ruïnes del palau reial. El rei Taksin va establir la capital a Thonburi, a la vora del riu Chao Phraya i al marge oposat de l'actual capital Bangkok. Les ruïnes de la històrica ciutat de Ayutthaya i els “pobles històrics associats”, en el que és el parc històric de Ayutthaya, han estat designat per la UNESCO com a Patrimoni Mundial. La ciutat de Ayutthaya va ser refundada prop de l'antiga ciutat i és avui la capital de la província d'Ayutthaya.

## Llista de sobirans de la dinastia Ayutthaya
- Ramathibodi I (anteriorment Príncep U'Tong) 1350-1369
- Ramesuan 1369-1370 (va abdicar)
- Boromma Ratchathirat I (Pangua) 1370-1388
- Príncep Thong Lun 1388
- Rei Ramesuan 1388-1395 (segon regnat)
- Rama Ratchathirat 1395-1409
- Rei Nakarinthara Thirat (Inthararatcha I) 1409-1424
- Rei Boromma Ratchathirat II (Samphraya) 1424-1448
- Boromtrailokanat 1448-1488
- Boromma Ratchathirat III (Inthararatcha II) 1488-1491
- Rāmadhipati II (1491-1529)
- Boromma Ratchathirat IV 1529-1533
- Príncep Ratsadatiratkumar 1533; nen rei
- Rei Chaiya Ratchathirat 1534-1546
- Príncep Kaeofa (Or Yotfa) (regent adjunt 1546-1548); nen rei i regna Si Sudachan
- Rei Worawong 1548
- Rei Chakrapat (va regnar 1548-1568) i Reina Suriyothai (d.1548)
- Mahintharathirat 1568-1569
- Sanpet I (Príncep Maha Tammaratchathirat) 1569-1590
- Naresuan el Gran (Sanpet II) 1590-1605
- Sanpet III (Ekkatotsarot)1605-1610
- Sanpet IV (Príncep Si Saowapak) 1610-1611
- Rei Boromma Ratcha I (Songtham) 1611-1628
- Boromma Ratcha II (Príncep Chetthathirat) 1628-1629
- Rei Atitthayawong 1629; nen però amb el títol Somdet Phra
- Rei Sanpet V (Prasat Thong) 1630-1655
- Rei Sanpet VI (Chai(Chao Fa Yai) 1655
- Rei Sanpet IV (Si Suthammarat) 1655
- Narai el Gran 1656-1688
- Rei Petratcha 1688-1703
- Rei Sanpet VIII (Suriyentharathibodi, Luang Sorasak o Phrachao Sua ('El Rei Tigre')) 1703-1709
- Rei Sanpet IX (Phuminthararatcha o Tai-sra) 1709-1733
- Rei Boromarachathirat III (Boromma Kot) 1733-1758
- Boromaratchathirat IV (Utompon) 1758
- Rei Boromaratcha V (Suriamarin or Ekkathat) 1758-1767